# Francisco Arnau
Francisco Arnau Navarro (Albal, Valencia, 24 de octubre de 1944) es un inspector de trabajo y político español de la Comunidad Valenciana.

## Biografía
Licenciado en Derecho, es inspector de trabajo y seguridad social. Miembro del PSPV-PSOE, Secretario General de la Consejería de Trabajo de la Generalidad Valenciana en 1981-1982 y diputado por la provincia de Castellón en las elecciones generales de 1982, 1986, 1989, 1993 y 1996 y secretario general adjunto del Grupo Parlamentario Socialista de 1989 a 1993. Fue portavoz en la Comisión de Política Social y Empleo de 1985 a 1989. En las elecciones generales de 2000 fue elegido senador por la provincia de Castellón.